# Сидоренко Олена Володимирівна
Олена Володимирівна Сидоренко (нар. 20 січня 1974, Миколаїв, Українська РСР) — українська волейболістка, яка грала на позиції догравальниці або ліберо. Учасниця літніх Олімпійських ігор 1996 року. Майстер спорту України міжнародного класу

## Із біографії
Учасниця літніх Олімпійських іграх 1996 року і чемпіонату Європи 2001 року.
2017 року разом з Марією Александровою, Оленою Гасухою, Тетяною Вороніною, Іриною Жуковою, Оленою Козиряцькою та ін. виступала за команду ветеранів «Прометей» (Кам'янське).

## Клуби
| Роки      | Команди                             |
| --------- | ----------------------------------- |
| 1991-1997 | «Іскра» (Луганськ)                  |
| 1997—1998 | «Олімпія Теодора» (Равенна)         |
| 1998-1999 | «Іскра» (Луганськ)                  |
| 1999—2000 | «Універсідад» (Гранада)             |
| 2000—2002 | «Депортіво» (Авіла)                 |
| 2002—2003 | «Расінг 91» (Вільбон-сюр-Іветт)     |
| 2004—2007 | «Круг» (Черкаси)                    |
| 2007—2008 | «Толедо»                            |
| 2008—2009 | «Сансе» (Сан-Себастьян-де-лос-Реєс) |
| 2008—2009 | «Круг» (Черкаси)                    |
| 2009—2010 | «Пенічиліна» (Ясси)                 |
| 2010—2011 | «Круг» (Черкаси)                    |
| 2011—2012 | «Ілбанк» (Анкара)                   |
| 2012—2013 | «Іртиш-Казхром» (Павлодар)          |
| 2013—2014 | «Сєвєродончанка»                    |

## Досягнення
- Чемпіонка України (10):1992, 1994, 1995, 1996, 1997, 1999, 2005, 2006, 2007, 2008
- Володарка кубка України (4): 2005, 2006, 2007, 2008